# Congressos de poesia
Els Congressos de poesia van ser la primera trobada de poetes de la península ibèrica en diferents llengües després de la Guerra Civil. Es tractaven d'espais d'encontre amb la intenció de fer efectiva una política de reconciliació nacional. En total se'n van celebrar tres edicions: a l'any 1952 a Segòvia, a l'any 1953 a Salamanca i a l'any 1954 a Santiago de Compostel·la. L'organització va anar a càrrec del director general d'Ensenyament Universitari, Joaquín Pérez Villanueva, del poeta i crític d'art, Rafael Santos Torroella, i del poeta i polític, Dionisio Ridruejo. El primer va ocupar el càrrec de director, el segon de secretari i el tercer va ajudar en l'organització dels congressos en qualitat de conseller.
L'Any 2014 l'Ajuntament de Girona, en paral·lel a l'adquisició del fons artístic Santos Torroella va rebre en donació l'Arxiu i Biblioteca Rafael i María Teresa Santos Torroellaper part dels hereus de María Teresa Bermejo. Els treballs de tractament documental són a càrrec de l'Arxiu Municipal de Girona.

## Història

### Primer Congrés de Poesia a Segòvia
El I Congrés de Poesia es va celebrar entre els dies 16 i 23 de juny a Segòvia. La convocatòria oficial fou signada per Vicente Aleixandre, Dámaso Alonso, Eduardo Carranza, Gerardo Diego, Agustín de Foxá, Leopoldo Panero, José María Pemán, Carles Riba, Dionisio Ridruejo, Luis Rosales i per Rafael Santos Torroella.
El Congrés fou considerat un èxit. D'entrada, alguns sectors catalans cridats a participar-hi se sentien manipulats per la mateixa idea de l'esdeveniment en un context en què la llengua i la cultura catalana eren perseguides pel franquisme. També va ser motiu de desconfiança per part d'alguns intel·lectuals progressistes espanyols que no volien que el seu nom figurés al costat de persones afines al règim. L'organització va haver de trobar l'equilibri entre totes les voluntats i convèncer als participants de la transcendència de les llengües com un fet de cultura.

La lliçó inaugural del Congrés va anar a càrrec del periodista i escriptor, Eugeni d'Ors. A partir d'aquest primer acte, el programa del Congrés incloïa conferències de Pedro Laín Entralgo, de Carles Riba, de Ricardo Gullón, de Federico Sopeña, d'Eduardo Carranza i d'Eugenio Montes. També es van realitzar visites i excursions a la Casa Museu d'Antonio Machado, als castells de la província, a La Granja i a El Paular. Paral·lelament als actes de celebració del Congrés va tenir lloc l'exposició antològica titulada Medio siglo de publicacions de Poesía en España, a la Sala de Manuscrits de la Biblioteca Nacional de Madrid.

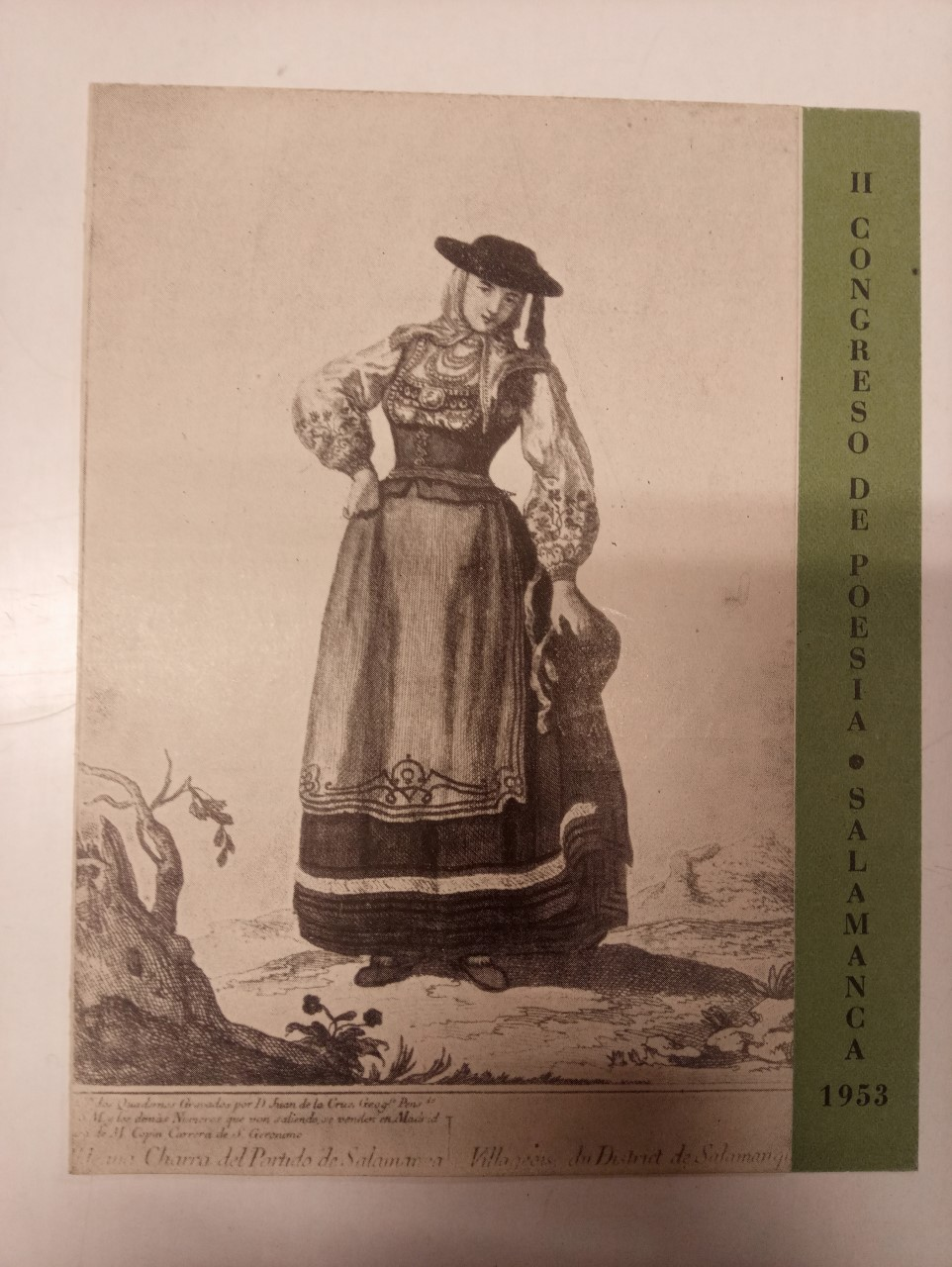
Ajuntament de Girona. Arxiu i Biblioteca Rafael i María Teresa Santos Torroella. Catàleg del II Congrés de Poesia de Salamanca (1953)

### Segon Congrés de Poesia a Salamanca
La valoració positiva del primer congrés va fer possible l'organització del segon congrés, celebrat entre el 5 i el 10 de juliol de l'any 1953, a Salamanca. D'entrada, s'havia proposat la ciutat de Granada, però l'assassinat de Federico García Lorca entre Vízanar i Alfacar, a prop de Granada, va fer-ho impossible. El règim no hagués permès cap homenatge ni cap al·lusió al poeta.
L'equip organitzatiu era el mateix que en el primer congrés i comptava amb la col·laboració activa del rector de la Universitat de Salamanca, Antonio Tovar, acabat de nomenar per part del Ministre d'Educació, Joaquín Ruiz Giménez.
El programa d'actes estava estructurat en sessions de treball, conferències, visites i excursions. La sessió inaugural es va celebrar a l'Aula Magna de la Facultat de Filosofia i Lletres. Durant els sis dies de Congrés es van realitzar conferències, excursions a la Peña de Francia, al Museu de la Catedral de Salamanca, a La Alberca i a Ciudad Rodrigo. També es va rendir homenatge a Fray Luis de León i a Cristóbal de Castillejos.

### Tercer Congrés de Poesia a Santiago de Compostel·la

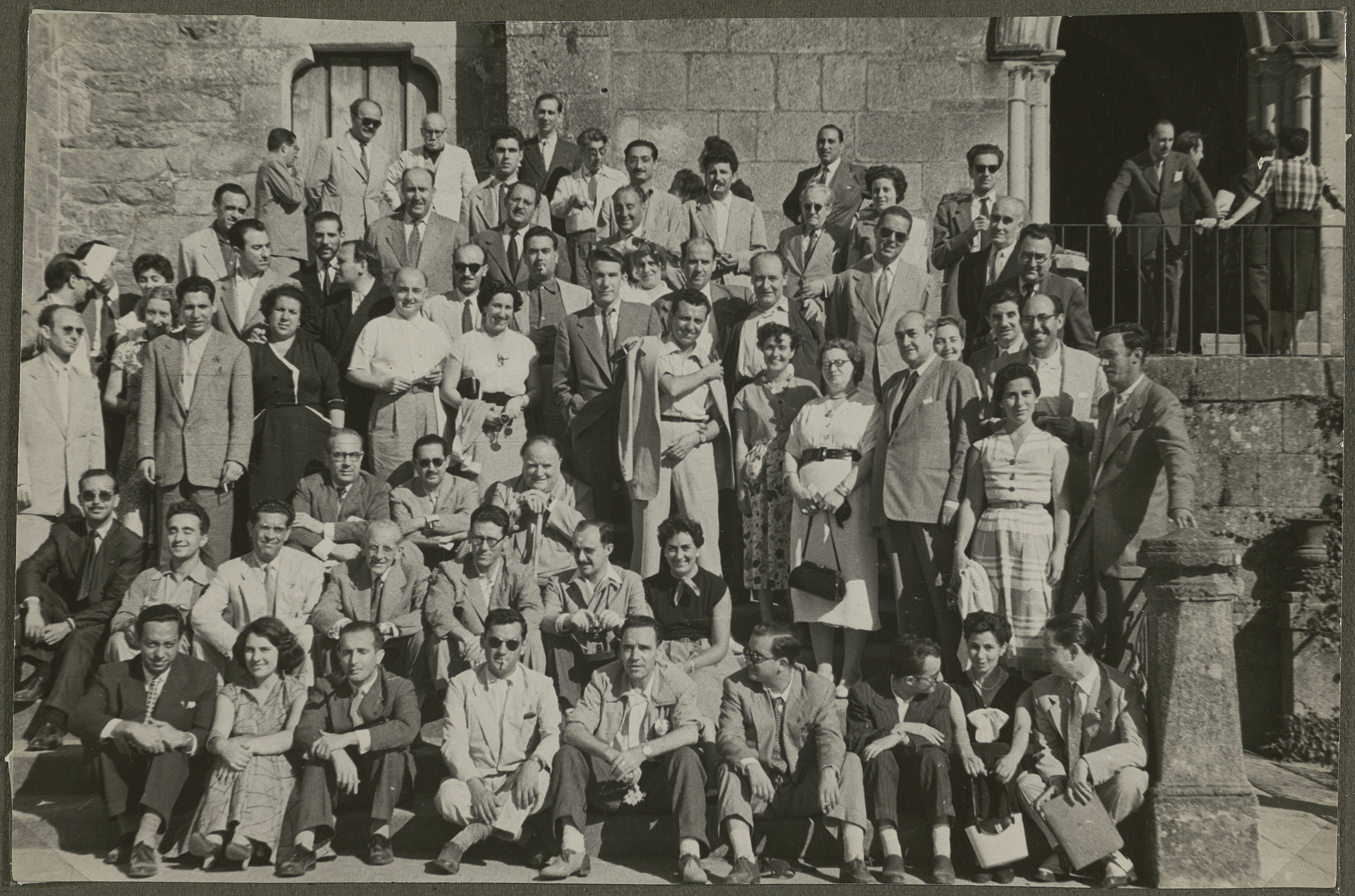
Retrat de grup del III Congrés de Poesia durant l'homenatge a Rosalía de Castro a l'església de Santo Domingo de Bonaval. Santiago de Compostel·la

La darrera edició dels Congressos de Poesia va tenir lloc a Santiago de Compostel·la entre els dies 21 i 29 de juliol del 1954. Després de la sessió inaugural amb una ponència a càrrec de Ramón Menéndez Pidal es va realitzar una visita a la tomba de Rosalía de Castro a l'Església de Santo Domingo. Durant els dies següents es van organitzar excursions a Cambados, a Pontevedra, a La Corunya i a Vigo. A més, es va homenatjar la figura de Ramón Cabanillas i als Poetes del Mar a les Illes Cíes. Entremig de tots aquests actes van haver-hi conferències, recitals i ponències d'alguns dels poetes convidats. El III Congrés de Poesia a Santiago es va cloure amb una peregrinació oficial dels congressistes a la Catedral de Santiago, la recepció del cardenal Quiroga Palacios i una solemne sessió de cloenda a la Universitat. El congrés de Santiago va ser molt concorregut. Van participar-hi poetes i escriptors com Rodríguez Aguilera, Carmen Conde, Antonio Oliver, la periodista Pilar Narvión, Sánchez Camargo, Amparo Gastón, el pintor neerlandès Edmond Vandercammen, l'hispanista irlandès Walter Starkie, Rafael Santos Torroella, José Luis Cano o Gabriel Celaya. La delegació catalana va ser nombrosa. A banda de Santos Torroella: Carles Riba, Clementina Arderiu, Francesc Galí, Joan Fuster, Maurici Serrahima, Joan Perucho... L'assistència de dones poetes al congrés, malgrat sigui notable, fou circumstancial. Moltes van tenir dret a assistir-hi pel fet de ser les acompanyants d'altri, no pel valor intrínsec de la seva obra, perquè el règim no els donava rellevància pública més enllà del seu paper d'esposes.
Tot i que existeixen referències sobre la voluntat de celebrar un quart congrés de poesia l'empresa no va prosperar.